# Gonzalo Lamardo
Gonzalo Agustín Lamardo (Lincoln, 25 aprile 1997) è un calciatore argentino, centrocampista svincolato.

## Caratteristiche tecniche
È centrocampista centrale.

## Carriera
Cresciuto nel settore giovanile del Boca Juniors, ha esordito in prima squadra il 3 dicembre 2017 disputando l'incontro di Primera División vinto 3-0 contro l'Arsenal Sarandí.

## Statistiche
Statistiche aggiornate al 10 febbraio 2019.

### Presenze e reti nei club
| Stagione        | Squadra         | Campionato      | Campionato | Campionato | Coppe nazionali | Coppe nazionali | Coppe nazionali | Coppe continentali | Coppe continentali | Coppe continentali | Altre coppe | Altre coppe | Altre coppe | Totale | Totale | Totale |
| Stagione        | Squadra         | Comp            | Pres       | Reti       | Comp            | Pres            | Reti            | Comp               | Pres               | Reti               | Comp        | Pres        | Reti        | Pres   | Reti   |        |
| --------------- | --------------- | --------------- | ---------- | ---------- | --------------- | --------------- | --------------- | ------------------ | ------------------ | ------------------ | ----------- | ----------- | ----------- | ------ | ------ | ------ |
| 2018-2019       | Boca Juniors    | PD              | 1          | 0          | CA              | 0               | 0               | CL                 | 0                  | 0                  |             | -           | -           | 1      | 0      |        |
| 2018-2019       | San Martín (T)  | PD              | 6          | 0          | CA+CdL          | 2+2             | 0               |                    | -                  | -                  |             | -           | -           | 10     | 0      |        |
| Totale carriera | Totale carriera | Totale carriera | 7          | 0          |                 | 4               | 0               |                    | -                  | -                  |             | -           | -           | 11     | 0      |        |

## Palmarès

### Club

#### Competizioni nazionali
- Campionato argentino: 1

Boca Juniors: 2017-2018
- Supercopa Argentina: 1

Boca Juniors: 2018